# كأس الإمبراطور 2011
كأس الإمبراطور 2011 (باليابانية: 第91回天皇杯全日本サッカー選手権大会) هو الموسم 91 من كأس الإمبراطور. أشرف على تنظيمه اتحاد اليابان لكرة القدم، وكان عدد الأندية المشاركة فيه 88، وفاز فيه نادي طوكيو.